# Afició

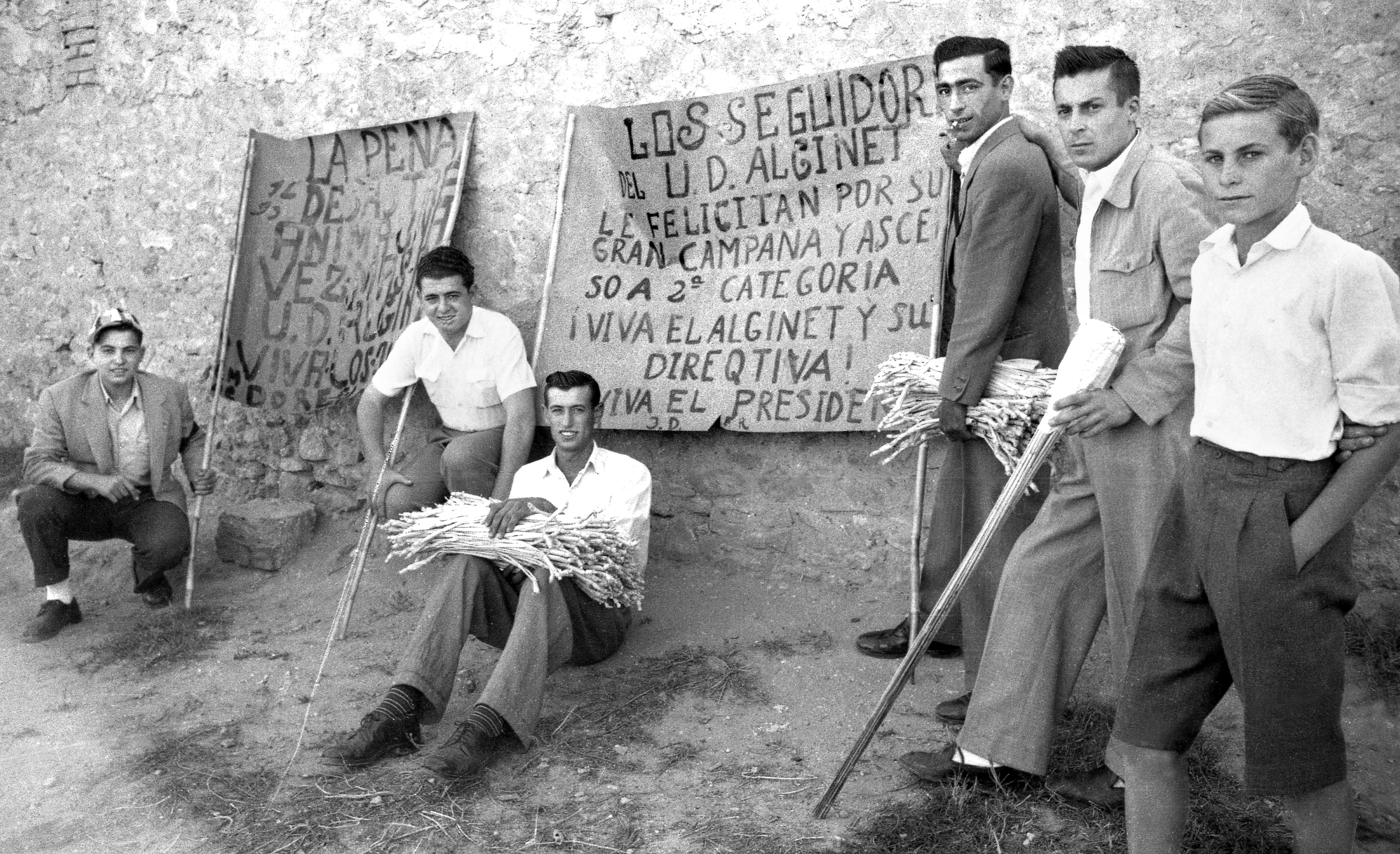
Aficionats al futbol (Alginet, 1953).

Una afició o passatemps (en anglès hobby) és una activitat que algunes vegades no busca una finalitat productiva concreta, sinó que el seu valor resideix en l'entreteniment d'aquell que ho executa. Aquells que practiquen una afició reben els noms d'aficionats, amateurs o fans. Moltes activitats poden ser aficions, i els que s'hi dediquen s'anomenen aficionats, en contraposició als professionals, vegeu, per exemple, la informàtica, la cuina i la jardineria. Hi ha persones que tenen per afició la programació, la fusteria, l'elaboració de vi, i moltes altres. Encara que hi ha infinites aficions, algunes de les més practicades són:
- Aquariofília
- Bricolatge
- Caça
- Col·leccionisme (p. ex.: filatèlia i numismàtica)
- Colombicultura
- Esport (tant a practicar-lo com a seguir els partits, equips i jugadors)
- Escacs
- Excursionisme
- Cuina
- Informàtica
- Jardineria (p. ex.: cultiu de bonsais)
- Modelisme (p. ex.: aeromodelisme, afició al ferrocarril, pintat de miniatures)
- Música
- Origami
- Paraulògic
- Pesca
- Radioafició
- Viatjar